# أمبروز د. ريتشارد
أمبروز د. ريتشارد هو سياسي كندي، ولد في 6 فبراير 1850، وتوفي في 1917. انتخب عضو الجمعية التشريعية لنيو برونزويك ‏.